# Cauville-sur-Mer
Cauville-sur-Mer is een gemeente in het Franse departement Seine-Maritime (regio Normandië) en telt 1339 inwoners (2004). De plaats maakt deel uit van het arrondissement Le Havre.

## Geografie
De oppervlakte van Cauville-sur-Mer bedraagt 11,2 km², de bevolkingsdichtheid is 119,6 inwoners per km².
De onderstaande kaart toont de ligging van Cauville-sur-Mer met de belangrijkste infrastructuur en aangrenzende gemeenten.

## Demografie
Onderstaande figuur toont het verloop van het inwonertal (bron: INSEE-tellingen).